# 레이건 고메즈 프레스턴

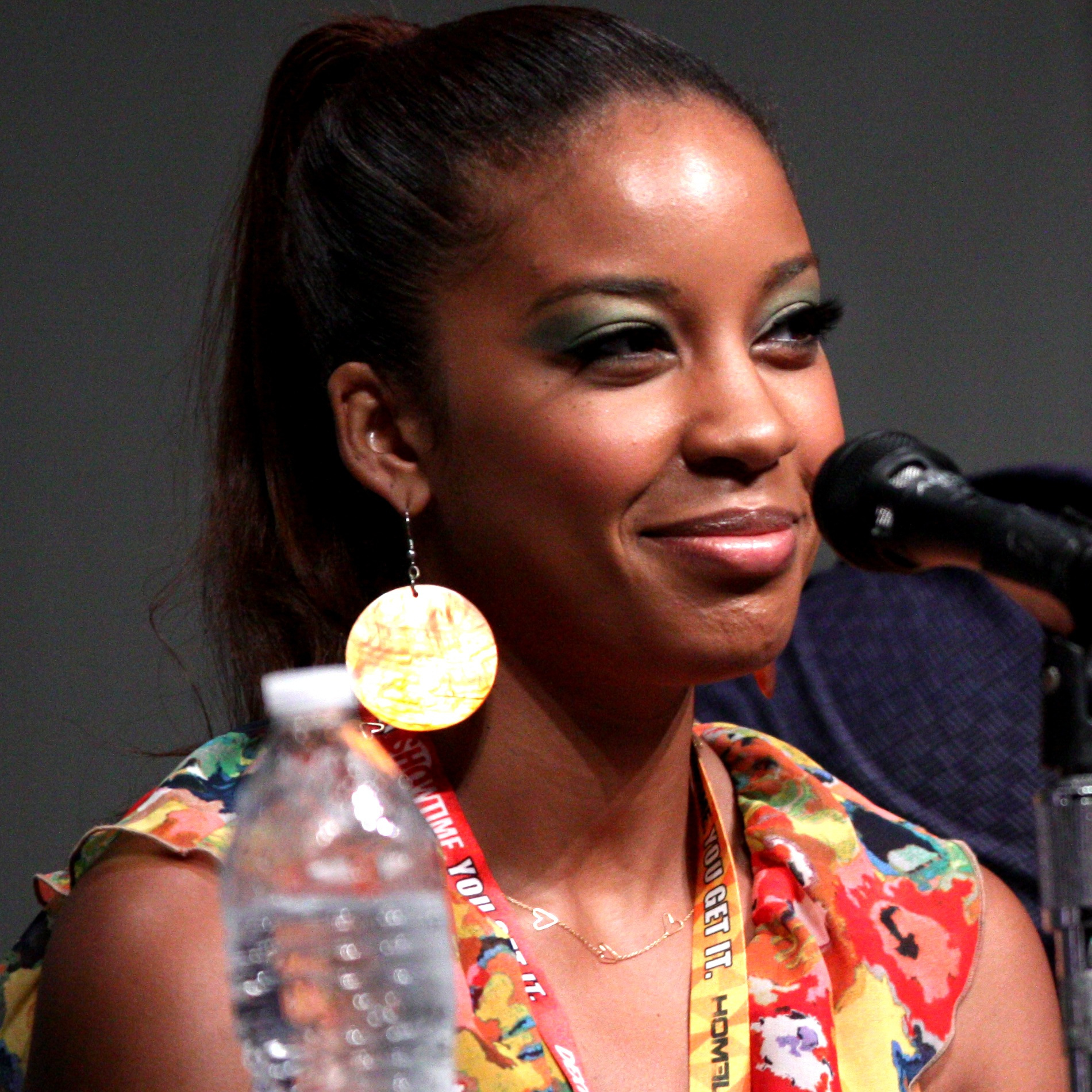

레이건 고메즈 프레스턴(Reagan Gomez-Preston, 1980년 4월 24일 ~ )은 미국의 배우, 텔레비전 배우, 성우, 영화배우이다.
디트로이트에서 태어났다.

## 영화
- 디스펑크셔널 프렌즈 (2012년) - 에보니 역
- 갱 랜드 러브 스토리 (2010년)
- 더 클리브랜드 쇼 (2009년) - 로버타 텁스 역
- 도우 보이즈 (2009년)
- 뷰티 샵 (2005년)
- 헤어 쇼 (2004년) - 피오나 역
- 네버 다이 어론 (2004년)
- 러브 돈 코스트 어 씽 (2003년)
- 데드 어버브 그라운드 (2002년)